# Zwenshambe
Zwenshambe est une ville du Botswana.